# N-Hydroxyphthalimid
N-Hydroxyphthalimid (NHPI) ist das N-Hydroxyderivat des Phthalimids. Die Verbindung wird u. a. als Katalysator für Oxidationsreaktionen, insbesondere für die selektive Oxidation von u. a. Alkanen zu Alkoholen mit molekularem Sauerstoff unter milden Bedingungen eingesetzt.

## Vorkommen und Darstellung
Die Synthese von N-Hydroxyphthalimid (als „Phthalylhydroxylamin“ bezeichnet) aus Phthaloylchlorid und Hydroxylamin-hydrochlorid in Gegenwart von Natriumcarbonat in wässriger Lösung wurde erstmals 1880 von Lassar Cohn berichtet.
Dabei entsteht das rote Natriumsalz in basischer Lösung, aus der durch Ansäuern die weiße Form des NHPI in 55%iger Ausbeute ausfällt.
Die Umsetzung von Diethylphthalat mit Hydroxylamin-hydrochlorid in Gegenwart von Natriumethanolat führt ebenfalls zu N-Hydroxyphthalimid.
Die Reaktion von Phthalsäureanhydrid mit Hydroxylamin-hydrochlorid und Na2CO3 in Wasser bei 95 °C liefert N-Hydroxyphthalimid als schwach gelbliche Nadeln in 95%iger Rohausbeute, aus dem durch Umkristallisation aus Wasser nahezu farbloses NHPI in 76%iger Reinausbeute erhalten wird.
Mikrowellenbestrahlung von Phthalsäureanhydrid und Hydroxylamin-hydrochlorid in Pyridin erzeugt NHPI in 81%iger Ausbeute.
Auch ohne Zugabe einer Base reagiert Phthalsäureanhydrid und Hydroxylamin-phosphat beim Erhitzen auf 130 °C in 86%iger Ausbeute zu N-Hydroxyphthalimid.

## Eigenschaften
N-Hydroxyphthalimid ist ein farbloses bis gelbes, geruchloses kristallines Pulver, das in Wasser und organischen Lösungsmitteln, wie Essigsäure, Essigsäureethylester und Acetonitril, löslich ist. Die Verbindung existiert in zwei verschiedenfarbigen monoklinen Kristallformen. Bei der farblos-weißen Form ist die N-OH-Gruppe um ca. 1,19° aus der Molekülebene gedreht, bei der gelben nur um ca. 0,06°.
Die Farbbildung bei der Synthese des NHPI hängt von der Art des verwendeten Lösungsmittels ab, der Farbübergang von weiß nach gelb ist irreversibel. Mit Alkali- und Schwermetallen, Ammoniak und Aminen bildet NHPI stark gefärbte, meist gelbe oder rote Salze. Die Hydrolyse von NHPI durch Zugabe starker Alkalien erzeugt Phthalsäure-monohydroxamsäure.
NHPI-Ether sind hingegen farblos und liefern bei der alkalischen Hydrolyse oder Spaltung mittels Hydrazinhydrat O-Alkylhydroxylamine.
Die seit der ersten Beschreibung von N-Hydroxyphthalimid als „Phthalylhydroxylamin“ im Jahr 1880 bis zur Mitte der 1950er Jahre unbestimmte und kontrovers diskutierte Molekülstruktur zwischen Phthalsäureanhydrid-monooxim („Phthaloxim“) (I), 2,3-Benzoxazin-1,4-dion (II) und N-Hydroxyphthalimid (III)
konnte durch Darstellung und Analyse von Umsetzungsprodukten zugunsten des N-Hydroxphthalimids (III) entschieden werden.

## Anwendungen
Mit N-Hydroxyphthalimid lassen sich wie mit N-Hydroxysuccinimid (HOSu) mit Carbonsäuren und einem Carbodiimid, wie z. B. Dicyclohexylcarbodiimid, unter Wasserabspaltung so genannte Aktivester bilden,
die in der Peptidsynthese im Vergleich zu den HOSu-Estern wegen deren höheren Wasserlöslichkeit und Reaktivität keine weite Verbreitung gefunden haben.
Ester von N-Hydroxyphthalimid mit aktivierten Sulfonsäuren, wie z. B. Trifluormethansulfonsäureanhydrid oder p-Toluolsulfonsäurechlorid werden als so genannte Photosäuren (englisch photoacids), die bei UV-Bestrahlung Protonen abspalten, eingesetzt.
Die erzeugten Protonen dienen dem gezielten lokalen Abbau säureempfindlicher Photoresists.
N-Hydroxyphthalimid kann mit Vinylacetat in Gegenwart von Palladium(II)-acetat mit 75%iger Ausbeute in das N-Vinyloxyphthalimid überführt werden, das quantitativ zum N-Ethoxyphthalimid hydriert wird und durch Spaltung mit Hydroxylaminsulfat mit 83%iger Ausbeute O-Ethylhydroxylamin (Ethoxyamin) liefert.
Eine Vielzahl unterschiedlicher Funktionen in organischen Molekülen können mit dem durch Abstraktion eines Wasserstoffatoms aus NHPI entstehenden Nitroxid-Radikal (Phthalimide-N-oxyl, PINO) – ähnlich wie mit dem Piperidin-Derivat 2,2,6,6-Tetramethylpiperidinyloxyl (TEMPO) – unter schonenden Bedingungen oxidiert werden.
So können mit molekularem Sauerstoff Alkane zu Alkoholen, sekundäre Alkohole zu Ketonen, Acetale zu Estern, oder auch Alkene zu Epoxiden oxidiert werden.
Amide können mit NHPI und Kobalt(II)-salzen unter milden Bedingungen in Carbonylverbindungen überführt werden.
Von technischem Interesse sind effiziente Oxidationsreaktionen von Vorstufen wichtiger Basischemikalien, wie z. B. ε-Caprolactam, mithilfe von NHPI aus dem bei der Oxidation von Cyclohexan anfallenden sogenannten KA-Öl („Keton-Alkohol“-Öl – einem Gemisch aus Cyclohexanol und Cyclohexanon) – über Cyclohexanolhydroperoxid, Umsetzung mit Ammoniak zum Peroxydicyclohexylamin und Umlagerung in Gegenwart katalytischer Mengen von Lithiumchlorid zu ε-Caprolactam.
Die durch NHPI katalysierte Oxidation von KA-Öl vermeidet die Bildung des bei der konventionellen ε-Caprolactam-Synthese – Beckmann-Umlagerung von Cyclohexanonoxim mit Schwefelsäure – anfallenden unerwünschten Nebenprodukts Ammoniumsulfat.
Alkane werden in Gegenwart von Stickstoffdioxid in Nitroalkane überführt.
So wird Cyclohexan bei 70 °C mit Stickstoffdioxid/Luft in ein Gemisch von Nitrocyclohexan (70 %), Cyclohexylnitrat (7 %) und Cyclohexanol (5 %) überführt.
Ferner wurden Anwendungen von N-Hydroxyphthalimid als Oxidationsmittel in fotografischen Entwicklern und als Ladungssteuerungsmittel in Tonern in der Patentliteratur beschrieben.